# Evangelina Salazar
Evangelina Salazar (nascuda Evangelina Yolanda Salazar a Buenos Aires, 15 de juny de 1946) és una actriu argentina de cinema i televisió.

## Trajectòria
Destacada actriu, va guanyar el premi del Festival Internacional de Cinema de Sant Sebastià 1966 per la seva actuació protagonista a Del brazo y por la calle al costat de Rodolfo Bebán, amb qui després va fer Romeo y Julieta, de William Shakespeare, a televisió, aquest mateix any, dirigits per María Herminia Avellaneda i secundats per un gran elenc: (Cipe Lincovsky, Ernesto Bianco, María Rosa Gallo, Susana Rinaldi, Sergio Renán i uns altres).
En televisió s'havia iniciat en 1962 al costat de Marilina Ross i Teresa Blasco a l'elenc del cicle Señoritas alumnas de Abel Santa Cruz. Además participó en teleteatros como El amor tiene cara de mujer, de Nené Cascallar, assolint gran popularitat com la mestra Jacinta Pichimahuida, a mitjans de la dècada de 1960, i La pícara soñadora en 1968.
El 1970 va ser Remedios de Escalada a la pel·lícula El santo de la espada (la història de l'alliberador José de San Martín), de Leopoldo Torre Nilsson, amb Alfredo Alcón, Lautaro Murúa i Héctor Alterio, sobre guió de Beatriz Guido i Ulises Petit de Murat.
En 1967 es va casar amb el cantant Palito Ortega, retirant-se de l'escena per a reaparèixer esporàdicament. Ramón Ortega i Evangelina Salazar es van casar per televisió en 1967 i van tenir sis fills: Martín, Julieta, Luis, Sebastián, Rosario i Emanuel Ortega. En 2001 va realitzar una breu participació en la telenovel·la EnAmorArte, que era protagonitzada per Emanuel i produïda per Sebastián.
L'any 2004 va reaparèixer en el film Monobloc dirigida pel seu fill Luis, guanyant el Premi Còndor de Plata com a actriu de repartiment.
En 2011 va tornar a la televisió en la comèdia Un año para recordar, emesa per Telefe, com la narradora de la història. Aquesta sèrie va ser produïda pel seu fill Sebastián.
En 2012 va realitzar una participació especial en la comèdia més reeixida de l'any, Graduados, emesa per Telefé. Allí va interpretar a una jutgessa de pau que casa als personatges de Guillermo (Juan Gil Navarro) i Fernando (Ivo Cutzarida). Aquesta ficció va ser també produïda per Sebastián Ortega.

## Premis
- Millor actriu, Festival de Sant Sebastià 1966 per Del brazo y por la calle.
- Millor actriu, Premi Cóndor de Plata 1967 per Del brazo y por la calle.
- Millor actriu de repartiment, Premi Cóndor de Plata 2007 per Monobloc.

## Cinema
- 1959: Evangelina
- 1963: Lindor Covas, el cimarrón
- 1966: Mi primera novia
- 1966: Del brazo y por la calle
- 1968: Operación San Antonio
- 1970: El Santo de la espada
- 1971: En una playa junto al mar
- 1973: Me gusta esa chica
- 1976: Dos locos en el aire
- 1979: Vivir con alegría
- 2004: Monobloc

## Discografia
- 1967: Cuentos de Walt Disney narrados por Evangelina Salazar - RCA VICTOR
- 1967: Pinocho - Blancanieves y los 7 enanitos - Peter Pan - La Cenicienta - RCA VICTOR
- 1967: Cuentopos de Gulubu - RCA VICTOR
- 1967: La Cenicienta (Simple) - RCA VICTOR
- 1967: Blancanieves y los 7 enanitos (Simple) - RCA VICTOR
- 1967: Pinocho (Simple) - RCA VICTOR
- 1967: Walt Disney cuento de Pinocho - Nueva versión - RCA VICTOR
- 1967: Peter Pan (Simple) - RCA VICTOR